# サンデーMUSICマーケット
『サンデーMUSICマーケット】は、1997年10月12日から2001年9月30日まで西日本放送で日曜12:00 - 15:00に生放送されていたラジオ番組。

## 概要
この番組を最後に日曜午後の自社制作ワイド番組が2009年3月まで姿を消すことになる。

## コーナー
- クイズ
- あっちゃんのボウリングランド（太洋ボウル提供）

| 西日本放送 日曜日 12:00-15:00   | 西日本放送 日曜日 12:00-15:00 | 西日本放送 日曜日 12:00-15:00  |
| 前番組                          | 番組名                        | 次番組                         |
| ------------------------------- | ----------------------------- | ------------------------------ |
| こんち・かみいち・まっぴる漫歩! | サンデーMUSICマーケット       | ラ・ラ・ラ♪日ようび ネット番組 |